# Nicky Walker
Pour les articles homonymes, voir Walker.
Nicky Walker, né le 29 septembre 1962 à Aberdeen (Écosse), est un footballeur écossais, qui évoluait au poste de gardien de but au Rangers FC et en équipe d'Écosse.

## Palmarès

### En équipe nationale
- 2 sélections et 0 but avec l'équipe d'Écosse entre 1993 et 1996.

### Avec les Glasgow Rangers
- Vainqueur du Championnat d'Écosse de football en 1987 et 1989.
- Vainqueur de la Coupe de la Ligue écossaise de football en 1984, 1985, 1987 et 1989.

### Avec Burnley FC
- Vainqueur du Championnat d'Angleterre de football D4 en 1992.

### Avec Ross County FC
- Vainqueur du Championnat d'Écosse de football D4 en 1999.